# Limnonectes hascheanus
Limnonectes hascheanus és una espècie de granota que viu a Indonèsia, Laos, Malàisia, Myanmar, Tailàndia, Vietnam i, possiblement també, la Xina.